# Mees Kreekels
Mees Kreekels (Helmond, 1 november 2001) is een Nederlands voetballer die als verdediger voor Vitesse speelt. Hij is de zoon van oud-voetballer Bertran Kreekels en kleinzoon van Lambert Kreekels.

## Clubcarrière
Mees Kreekels begon zijn voetbalcarrière bij Stiphout Vooruit, voordat hij in 2009 overstapte naar de jeugdopleiding van PSV. In 2019 tekende hij daar een contract tot medio 2022. Op 13 januari 2020 maakte hij zijn debuut in het betaald voetbal voor Jong PSV in de Eerste divisie, tijdens een thuiswedstrijd tegen Jong Ajax die eindigde in een 0-0 gelijkspel. Het seizoen erna kreeg Kreekels de meeste speelminuten bij Jong PSV; hij speelde 28 wedstrijden. Hij zat dat seizoen ook éénmalig op de bank bij het eerste, maar kwam niet in actie. In vier seizoenen speelde Kreekels 42 wedstrijden voor Jong PSV.

### Helmond Sport
In januari 2023 maakte Kreekels de overstap naar Helmond Sport. Hij debuteerde op 3 februari 2023, tegen Willem II (1-5), toen hij een halfuur voor tijd in de ploeg kwam voor Flor Van den Eynden. Hij werd meteen basisspeler. In anderhalf seizoen bij de club speelde hij 46 wedstrijden.

### Vitesse
In de zomer van 2024 tekende Kreekels een contract bij Vitesse. Hij startte in de basis in de openingsronde van het seizoen 2024/25 tegen Telstar. In het eerste deel van het seizoen was hij afwisselend basisspeler en invaller, maar kreeg richting het einde van het seizoen amper speeltijd.

## Statistieken
| Seizoen | Club          | Competitie     | Competitie | Competitie | Beker | Beker | Overig | Overig | Totaal | Totaal |
| Seizoen | Club          | Competitie     | Wed.       | Dlp.       | Wed.  | Dlp.  | Wed.   | Dlp.   | Wed.   | Dlp.   |
| ------- | ------------- | -------------- | ---------- | ---------- | ----- | ----- | ------ | ------ | ------ | ------ |
| 2019/20 | Jong PSV      | Eerste divisie | 3          | 0          | 0     | 0     | 0      | 0      | 3      | 0      |
| 2020/21 | Jong PSV      | Eerste divisie | 28         | 0          | 0     | 0     | 0      | 0      | 28     | 0      |
| 2021/22 | Jong PSV      | Eerste divisie | 5          | 0          | 0     | 0     | 0      | 0      | 5      | 0      |
| 2022/23 | Jong PSV      | Eerste divisie | 6          | 0          | 0     | 0     | 0      | 0      | 6      | 0      |
| 2022/23 | Helmond Sport | Eerste divisie | 16         | 0          | 0     | 0     | 0      | 0      | 16     | 0      |
| 2023/24 | Helmond Sport | Eerste divisie | 29         | 0          | 1     | 0     | 0      | 0      | 30     | 0      |
| 2024/25 | Vitesse       | Eerste divisie | 25         | 0          | 1     | 0     | 0      | 0      | 26     | 0      |
| Totaal  | Totaal        | Totaal         | 112        | 0          | 2     | 0     | 0      | 0      | 114    | 0      |

Bijgewerkt tot 8 juni 2025.